# 9567 Surgut
A 9567 Surgut (ideiglenes jelöléssel 1987 US4) a Naprendszer kisbolygóövében található aszteroida. Ljudmila Vasziljevna Zsuravljova fedezte fel 1987. október 22-én.